# Kurt Mollekens
Kurt Mollekens, né le 8 mars 1973 à Bonheiden, est un pilote de course automobile belge et propriétaire de l'écurie KTR.

## Carrière
Mollenkens commence le karting de haut niveau au début des années 1990, avant d'arriver en Formule Ford en 1992, remportant plusieurs titres au Benelux et en se classant dans la discipline au championnat d'Angleterre. Il dispute le championnat de Grande-Bretagne de Formule 3 en 1995 et 1996, remportant par ailleurs les Masters de Formule 3 en 1996. Il débute en Formule 3000 en 1997 en roulant pour sa propre équipe KTR pendant deux ans, avant de rester uniquement comme directeur d'écurie. Il ne met cependant pas à un terme à sa carrière de pilote, continuant à faire diverses apparitions dans les courses de tourisme et grand tourisme, remportant entre autres les 24 Heures de Spa en 2000 et 2009. En 2002, son équipe KTR quitte la F3000 pour les World Series by Nissan, devenues par la suite World Series by Renault.
En 2011, Kurt Mollekens avec son écurie KTR prennent en mains le jeune pilote Stoffel Vandoorne, fraîchement élu pilote de l’année par le Royal Automobile Club de Belgique (RACB), afin de le prédisposer à la catégorie supérieure qu'est l'Eurocup Formula Renault 2.0.